# موایانویک
موایانویک (به فرانسوی: Moyenvic) یک کمون در فرانسه است که در Canton of Vic-sur-Seille واقع شده‌است.

## خصوصیات
موایانویک ۱۴٫۴۸ کیلومترمربع مساحت و ۳۴۲ نفر جمعیت دارد و ۲۰۸ متر بالاتر از سطح دریا واقع شده‌است.